# 2025年3月英國春季預算報告
《2025年春季預算報告》（英語：2025 Spring Statement），是英國政府於2024至2025財政年度的春季預算報告。財政大臣李韻晴於2025年3月26日下午12時30分，在西敏宮下議院會議廳發表該份財政報告。
值得注意的是，儘管有人將該份報告視為中期財政預算案，但實際上春季預算報告只是針對政府財政及經濟前景的中期更新，並未包含完整的預算安排或新的重大財經政策。

## 內容摘要

### 經濟狀況及預測
按照預算責任辦公室的估算：

#### 經濟增長
- 2025年國內生產總值增長，預計由原本2%下調至1%
- 此後4年的國內生產總值增長率，預計各自上調至介乎1.7%至1.9%
- 上述增長幅度的估算可能受到美國關稅措施而出現偏差

#### 生活水平
- 未來4年的實際可支配收入，整體平均將小幅上升

#### 通脹
- 2025年通脹率預測，由原先的2.6%上調至3.2%
- 其後的通脹率有望提前於2027年放緩至2%

#### 政府財政狀況
- 政府的經常性預算預計於2029至2030年度實現盈餘，相當於國內生產總值的0.3%；達標機率為54%
- 公共部門凈金融負債佔國內生產總值比例將於2029/30年度下降約國內生產總值的0.4%；達標機率為51%

## 資料來源
1. ↑  . www.parliament.uk.   [2025-03-26] （英语）.
2. ↑  Harari, Daniel; Hutton, Georgina; Booth, Lorna; Keep, Matthew; Brien, Philip. . 2025-11-04  [2025-04-11] （英国英语）.
3. ↑  . BBC News. 2025-03-09  [2025-04-11] （英国英语）.

## 外部連結
- 2025年春季預算報告
- 2025年春季預算報告演辭